# Trường Cao đẳng nghề Cơ giới Ninh Bình
Trường Cao đẳng nghề Cơ giới Ninh Bình được thành lập ngày 25-5-1970. Từ Trường Công nhân cơ giới ban đầu, đến năm 2006 trở thành Cao đẳng nghề cơ giới Ninh Bình với 9 hệ nghề cao đẳng, 12 nghề trình độ trung cấp; đã đào tạo 41 khóa với 65.000 học sinh, sinh viên ra trường. Năm 2010, Trường có 4.687 học sinh, sinh viên. Đây là trường được Chính phủ chọn để thực hiện "Đề án phát triển trường nghề chất lượng cao đến năm 2020". Theo chiến lược phát triển nhà trường được phê duyệt, trường sẽ trở thành Trường Đại học Công nghệ thực hành trước năm 2020.

## Quá trình hình thành
- Giai đoạn 1970 - 1975 là thời kỳ chống Mỹ, cơ sở vật chất của nhà trường thiếu thốn, thầy và trò cùng dựng nhà làm lớp học, nhà ở, vừa học, vừa lao động. Sau 5 khóa học đã có gần 1000 học sinh tốt nghiệp ra trường.[3]
- Giai đoạn 1976 - 1986, nhiệm vụ mới của cách mạng Việt Nam là: "Xây dựng và bảo vệ Tổ quốc", lúc này Trường Công nhân Cơ giới được mang tên gọi mới: "Trường Công nhân Cơ giới I".
- Giai đoạn 1986 - 1996, nhà trường đã tham gia xây dựng các công trình thủy lợi ở 3 tỉnh: Ninh Bình, Hòa Bình và Thanh Hóa... Tiêu biểu như hồ chứa nước Đá Lải thuộc Dự án 3351, dung tích 3 triệu m3 nước; hồ Đập Trời núi Vá tưới tiêu cho các xã: Yên Sơn, Sơn Hà, Quảng Lạc, Nông trường Đồng Giao (thành phố Tam Điệp)... Cũng trong thời gian này, Trường được chuyển từ địa điểm sơ tán ban đầu về thị xã Tam Điệp. Ngày 1-10-1995 chính thức khai trương trường lớp mới và đã tuyển được 400 học sinh. Các ngành nghề đào tạo được mở rộng từ 3 nghề lên 5 nghề, đào tạo Trung học nghề, chỉ tiêu tuyển sinh tăng lên 1.000 học sinh/năm.
- Năm 2000, tổng số cán bộ, công chức, giáo viên tăng lên 115 người, trong đó có 75 giáo viên. Quy mô tuyển sinh của Trường tăng lên 2.000 học sinh/năm; ngành nghề đào tạo tăng từ 5 nghề lên 8 nghề; nhà trường liên kết với Trường Đại học Sư phạm Kỹ thuật Hưng Yên đào tạo giáo viên.
- Năm 2004, biên chế tăng lên 130 người, trong đó giáo viên là 96 người (có 1 giáo viên là tiến sĩ, 14 thạc sĩ); quy mô đào tạo 2.500 học sinh/năm, mở thêm 2 nghề mới, nâng tổng số nghề đào tạo nên 10 nghề.
- Giai đoạn 2006 - 2010, đội ngũ giáo viên liên tục được bổ sung, tăng cường. Ngày 29-12-2006, Bộ trưởng Bộ Lao động, Thương binh và Xã hội đã ký Quyết định số 1991/QĐ- BLĐTBXH thành lập Trường Cao đẳng nghề Cơ giới Ninh Bình trên cơ sở nâng cấp Trường Công nhân Cơ giới I. Tổ chức bộ máy Trường Cao đẳng nghề Cơ giới Ninh Bình gồm có 5 phòng, 6 khoa, 1 trung tâm. Tổng số cán bộ, công nhân viên chức (đến năm 2009) là 190 người, trong đó có 32 thạc sĩ, trình độ đại học có 125 người, hiện đang theo học thạc sĩ 13 người, 2 nghiên cứu sinh tiến sĩ.

## Các Khoa - Ngành

### Khoa Điện-Điện Lạnh
- Cao đẳng nghề: Điện dân dụng - Điện công nghiệp - Kỹ thuật máy lạnh và điều hòa không khí
- Trung cấp nghề: Điện dân dụng - Điện công nghiệp - Cơ điện nông thôn - Kỹ thuật máy lạnh và điều hòa không khí
- Sơ cấp nghề: Điện dân dụng - Điện công nghiệp - Cơ điện nông thôn - Kỹ thuật máy lạnh và điều hòa không

### Khoa Cơ Khí
- Cao đẳng nghề: Hàn - Cắt gọt kim loại (Tiện, phay, bào, CNC, CAD, CAM)
- Trung cấp nghề: Hàn - Cắt gọt kim loại (tiện, phay, bào, CNC, CAD, CAM) - Cấp thoát nước

### Khoa Máy thi công
- Trung cấp nghề: Vận hành máy xúc - Vận hành máy ủi, cạp - Vận hành cần, cẩu trục - Vận hành máy nâng hàng
- Sơ cấp nghề: Vận hành máy xúc - Vận hành máy ủi, cạp - Vận hành cần, cẩu trục - Vận hành máy nâng hàng

### Khoa Ô tô thi công
- Cao đẳng nghề: Công nghệ ô tô
- Trung cấp nghề: Công nghệ ô tô - Lái xe chuyên dụng
- Sơ cấp nghề: Công nghệ ô tô - Lái xe các hạng

### Khoa Khoa học cơ bản
- Cao đẳng nghề: Kế toán doanh nghiệp - Lập trình máy tính (Công nghệ thông tin) - Kỹ thuật chế biến món ăn
- Trung cấp nghề: Kế toán doanh nghiệp - Lập trình máy tính (Công nghệ thông tin) - Kỹ thuật chế biến món ăn
- Dạy các môn cơ sở cho các nghề

## Thành tích
Đến năm 2010 trường đào tạo 41 khóa với trên 65.000 học sinh, sinh viên đã ra trường. Tại thời điểm hiện tại, tổng số học sinh, sinh viên học tập tại Trường là 4.687 người, trong đó học sinh là người Ninh Bình chiếm 48,5%;. Từ đào tạo công nhân kỹ thuật, nay nhà trường đào tạo 9 nghề hệ cao đẳng, 15 nghề trình độ trung cấp, liên kết đào tạo liên thông lên đại học với 6 chuyên ngành.
Ngày 26-2-2009, Bộ trưởng Bộ Nông nghiệp & PTNT đã phê duyệt Chiến lược phát triển Trường giai đoạn 2009 - 2015 và tầm nhìn đến năm 2020, toàn Trường đang nỗ lực phấn đấu trở thành một trường Đại học Công nghệ thực hành.
Trong 40 năm qua, Trường Cao đẳng nghề Cơ giới Ninh Bình đã được Nhà nước trao tặng Huân chương Lao động hạng Nhất (năm 1995), hạng Nhì (năm 1991), hạng Ba (năm 1979), Huân chương Độc lập hạng Ba (năm 2000) cho tập thể nhà trường và 6 Huân chương Lao động hạng Ba, danh hiệu nhà giáo ưu tú, chiến sĩ thi đua toàn quốc cho các cá nhân, cùng nhiều phần thưởng khác của Bộ, ngành và địa phương. Ngày 16-8-2010, Chủ tịch nước đã ký Quyết định số 1268/QĐ-CTN tặng Huân chương Độc lập hạng Nhì cho Trường Cao đẳng nghề Cơ giới Ninh Bình.